# Bosque pigmeo

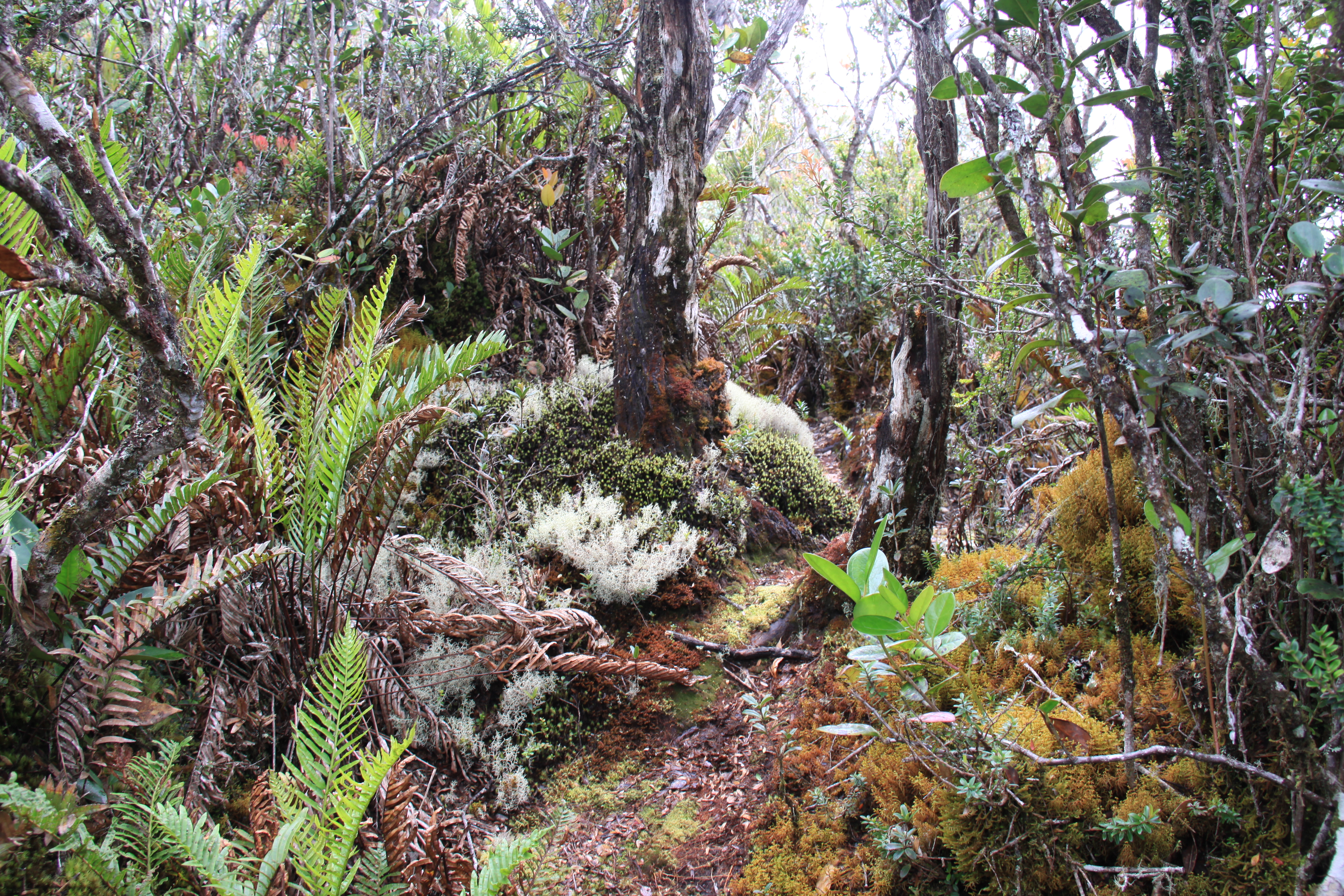
Un bosque pigmeo en el parque nacional Gunung Leuser de Sumatra

Un bosque pigmeo o bosque enano es un ecosistema poco común con árboles de pequeña altura, habitados por pequeñas especies de fauna como roedores y lagartos. Por lo general, se ubican en alturas, en condiciones de suficiente humedad del aire pero con un suelo pobre. Hay dos tipos principales de ecosistemas forestales enanos, que involucran diferentes especies y características ambientales: regiones costeras templadas y regiones tropicales montañosas. El bosque enano costero templado es común en partes del sur de California. Los bosques tropicales montanos se encuentran en las tierras altas tropicales de América Central, el norte de América del Sur y el sudeste asiático. También hay otros ejemplos aislados de bosques enanos esparcidos por todo el mundo, mientras que el bosque enano más extenso se encuentra en Filipinas.

## Bosque pigmeo tropical de gran altitud

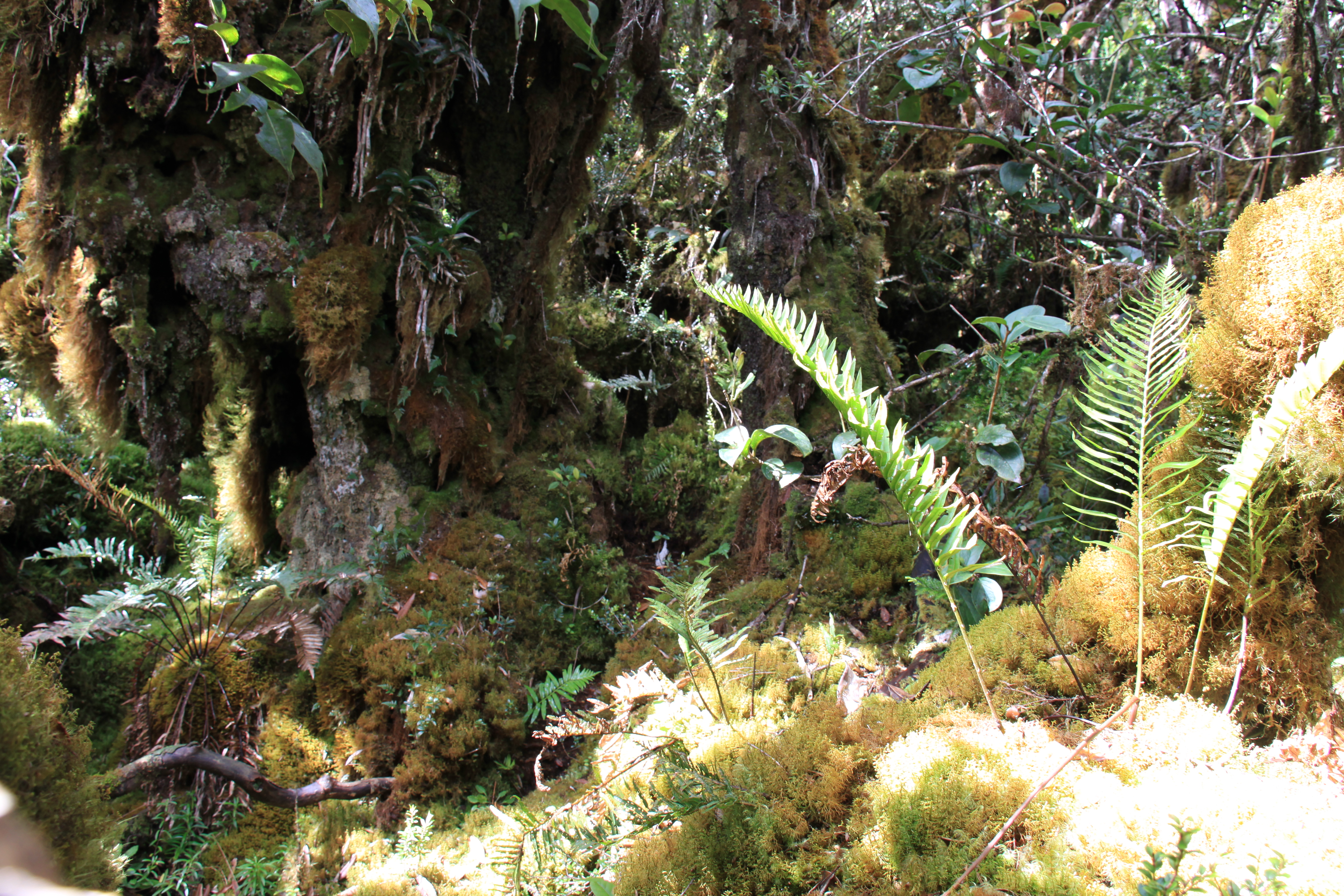
Bosque en el monte Kemiri, Sumatra, a una altitud de aproximadamente 3000 metros.

Algunos sitios tropicales de gran altura en bosques nubosos contienen bosques pigmeos húmedos y musgosos debido a las precipitaciones a gran altitud. Estas regiones se caracterizan por la escasez de precipitaciones, con la mayor parte del agua en forma de neblina y niebla. El agua suministrada es disponible principalmente durante la noche, cuando las nubes se mueven desde el océano sobre las montañas y son interceptadas por la vegetación. Durante el día, la demanda de agua aumenta a medida que las nubes se elevan sobre los picos de las montañas sin disiparse en las formas disponibles de precipitación.
Los bosques se caracterizan por árboles pequeños (5-8 m), con sistemas radiculares poco profundos y abundantes epífitas. Las epífitas constituyen una gran parte del dosel, con mayor abundancia en los bosques pigmeos tropicales de gran altitud que las que se encuentran en otros bosques tropicales no pigmeos.
Los bosques enanos deberían encontrarse más comúnmente en montañas aisladas debido al efecto Massenerhebung . El efecto Massenerhebung es un fenómeno en el que las líneas arbóreas suelen ser más altas entre las montañas cercanas a otras montañas. Las montañas cercanas afectan la tasa de retención del viento y el calor, disminuyendo los efectos negativos del clima. Cuando la línea de árboles es más baja en montañas aisladas, los efectos climáticos son más severos.

### Flora
Dentro de los bosques montanos enanos, hay relativamente pocas especies con un pequeño número de especies dominantes que constituyen una gran parte de la población. Se encuentran plantas bajas, ramificadas horizontalmente, parecidas a arbustos y densas poblaciones de musgo, líquenes y hepáticas debido a las altas velocidades del viento, las bajas temperaturas y la reducción de la luz de las nubes y la niebla persistentes, que limitan el crecimiento de plantas más grandes. La alta velocidad del viento actúa como factor determinante de la estatura de la flora boscosa enana, especialmente en crestas y laderas. Una baja estatura aumenta la estabilidad estructural de las plantas. Los árboles expuestos al viento invierten más de sus recursos en aumentar la fuerza que en el crecimiento, en comparación con los árboles no expuestos al viento. El mayor enfoque en el fortalecimiento conduce a troncos y ramas más gruesas, lo que aumenta la capacidad de los árboles para resistir mayores tensiones de viento cerca de la cima, donde se encuentran la mayoría de los árboles expuestos al viento. Un gran porcentaje de energía también se destina al crecimiento y mantenimiento de estructuras radiculares pesadas y extensas, fortaleciendo aún más el árbol y aumentando su resistencia a los vientos fuertes.
Las plantas aquí tienen hojas con características tolerantes a la humedad, como puntas de goteo y cutículas cerosas. También tienen lentas tasas de transpiración y metabolismo debido a las bajas temperaturas y la baja penetración de la radiación. Un gran porcentaje de plantas posee alcaloides y otros productos naturales, susceptibles de combatir insectos herbívoros. Esto también puede explicar la baja superficie foliar y las bajas tasas de transpiración de las plantas. Un estudio mostró que las hojas de diez especies de plantas tenían aproximadamente entre el 70 y el 98% de todas las hojas dañadas por insectos. 

### Fauna
Los bosques pigmeos se encuentran en elevaciones que generalmente están asociadas con una baja biodiversidad de vertebrados. Colibríes y murciélagos constituyen una gran proporción de vertebrados en algunas áreas, generalmente como migrantes altitudinales durante los cambios estacionales, como para la reproducción o en respuesta a la abundancia de alimentos. Otras especies de vertebrados incluyen principalmente pequeños roedores.

### Variaciones estacionales
Las precipitaciones tienden a ser altamente estacionales, escasas y espaciadas, por lo que la interceptación de niebla es una fuente de agua importante durante las estaciones secas. Durante todo el año, la velocidad del viento, la temperatura y la humedad son bastante consistentes, con una humedad generalmente superior al 90%. En un sitio de estudio en la Península de La Guajira, la precipitación de la estación seca varió de 1 a 4 días por mes, mientras que en la estación húmeda, aunque aumentó, fue relativamente baja de 4 a 12 días por mes, apoyando la idea de la mayor parte del agua en esta región se mantiene en una capa de nubes bajas e interceptación de niebla. La duración de la insolación se distribuye bimodalmente y se correlaciona con las tasas de evaporación.

### Ejemplos
- Bosque pigmeo del monte Hamiguitan en Mindanao, Filipinas, a una altitud de 1160-1200 m.s.n.m).[9] Es un parque nacional y un área protegida desde 2004 y fue declarado Patrimonio de la Humanidad por la UNESCO en 2014. Se estima que tiene alrededor de 1380 especies diferentes, con 341 endémicas de Filipinas (incluidas el águila filipina, la cacatúa filipina y el tarsero filipino). Varias especies son endémicas del propio monte Hamiguitan, como la planta jarra del monte Hamiguitan (Nepenthes hamiguitanensis), el helecho del monte Hamiguitan (Lindsaea hamiguitanensis) y la mariposa Delias magsadana.[10][11][12] Con 6834 hectáreas, el extenso bosque pigmeo del monte Hamiguitan es el bosque enano más grande conocido de Filipinas y posiblemente del mundo.[13][14] Se fusiona con bosques nubosos, bosques de dipterocarpos y bosques montanos en elevaciones más bajas.[15]
- El bosque nacional El Yunque de Puerto Rico presenta áreas de bosque enano en altitudes superiores a 900 m,[16] igual que el bosque estatal Los Tres Picachos.[17]

## Bosque pigmeo templado costero

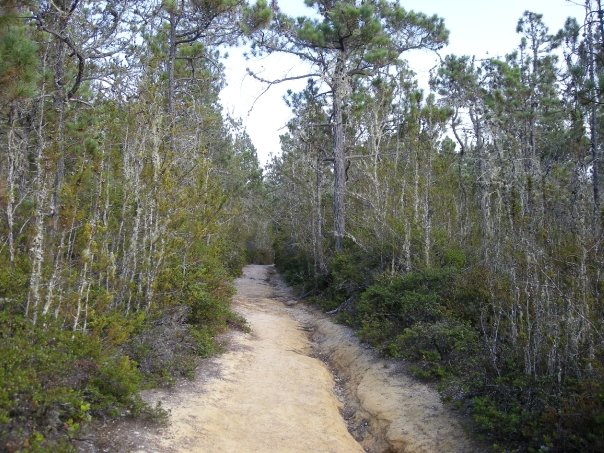
Bosque pigmeo en Salt Point State Park en el norte de California

Los bosques enanos de California son el principal ejemplo de bosques pigmeos templados costeros. Son extensos y cubren la mayoría de las montañas en la mitad meridional de California, extendiéndose hacia México, Nevada y Arizona. Otras extensiones de bosque pigmeos se encuentran en todo el estado, en las regiones norte y central.
En el norte de California, el Parque Estatal Henry Cowell Redwoods es el hogar de un bosque enano de cipreses de Mendocino y ciprés de Sargent (<i id="mwuA">C. sargentii</i> ), que se encuentra parcialmente dentro de una sección del área de Zayante Sandhill . En la costa central de California, en la costa sureste de Morro Bay, Los Osos contiene el Área Natural Bosque Pigmeo El Moro. El área es de aproximadamente 90 acres. Deriva el título de bosque pigmeo por sus encinas de California, que varían en altura de 4 a 20 pies, en comparación con los típicos 30 a 80 pies. Esta región también contiene el caracol Helminthoglypta walkeriana, que se encuentra en peligro de extinción. 
Factores como la humedad del suelo, la radiación solar y la rocosidad del suelo influyen en la composición de las especies a lo largo de un gradiente de elevación, lo que da como resultado que ciertas especies de arbustos, como Adenostoma fasciculatum y Arctostaphylos glauca, estén presentes en los hábitats de bosques enanos.
Ocurren incendios forestales con una frecuencia baja a moderada, con alta severidad. Muchas plantas se han adaptado a esto al tener semillas serotinosas que se abren para germinar solo a altas temperaturas. Debido a esto, a menudo son las primeras especies en colonizar una nueva área.

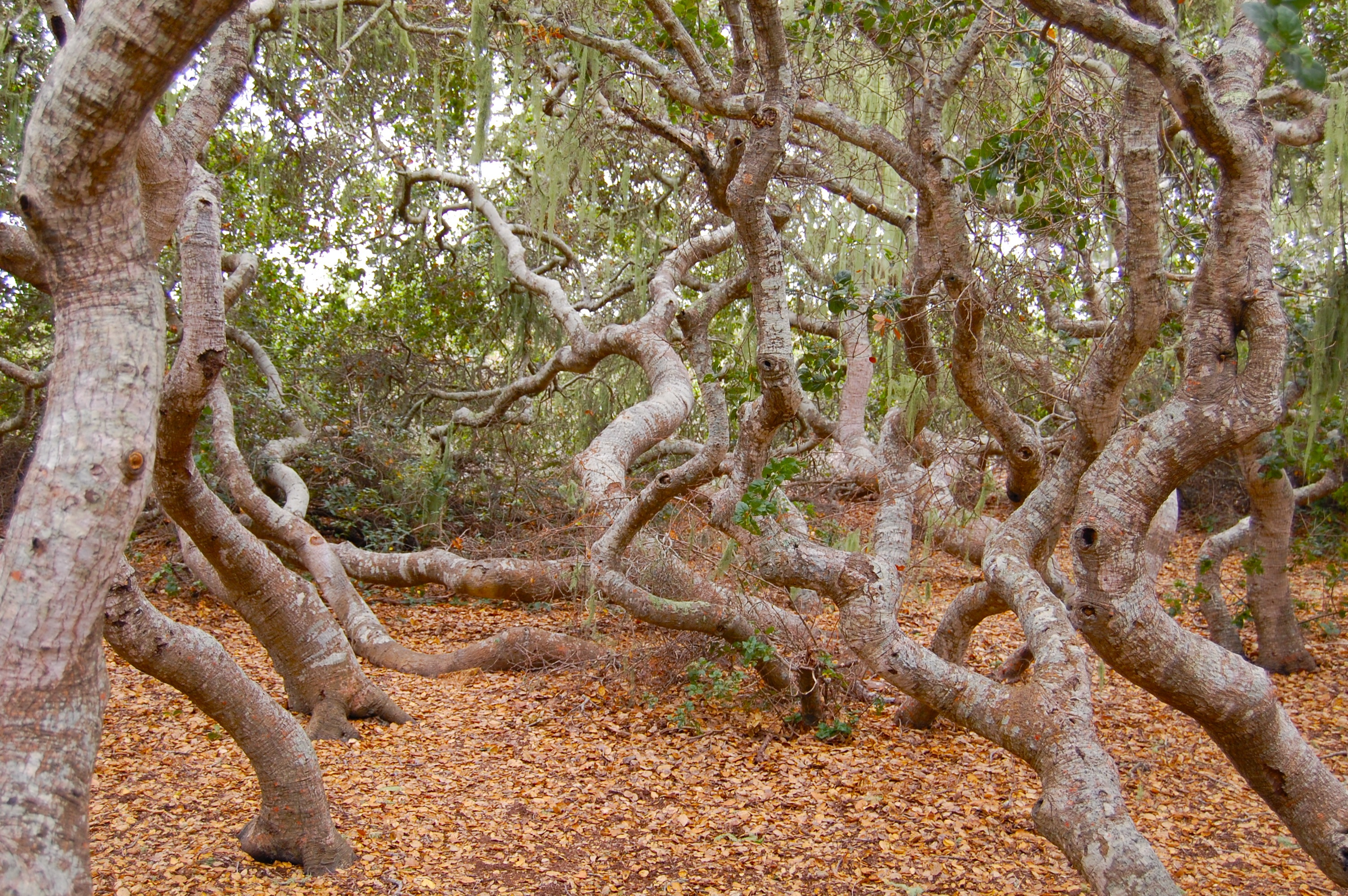
Encinas pigmeas en un bosque enano en California

### Flora
Las áreas de chaparral pueden inundarse en el invierno y ser áridas y desérticas en el verano, las plantas nativas en estos bosques pigmeos secos son generalmente mucho más cortas, más pequeñas y compactas que las plantas relacionadas en otros lugares.
Algunas de las plantas que se encuentran comúnmente en los bosques enanos de California, incluidas muchas especies introducidas, son: plantas diminutas como Cistanthe umbellata, Frankenia salina y especies de Aeonium y Lotus; y árboles y arbustos como Adenostoma fasciculatum, Arctostaphylos, Ceanothus, Rhus, Salvia y Quercus berberidifolia, que naturalmente crecen menos de 7 m de altura.[cita requerida]

### Fauna
La fauna de los bosques pigmeos de California incluye muchas especies de ratones ciervo (Peromyscus spp.), ratones recolectores (Reithrodontomys spp.), campañol de California (Microtus californicus), ratón de bolsillo de California (Chaetodipus californicus), rata canguro (Dipodomys spp.) y varias especies de lagartijas espinosas (Sceloporus spp.), junto con otros pequeños vertebrados. Los invertebrados incluyen escorpiones excavadores (Opistophthalmus spp.) y varias especies de escorpiones, arañas y garrapatas.

### Variaciones estacionales
El clima de California suele presentar inviernos húmedos y veranos secos. Las plantas que se encuentran en los bosques pigmeos crecen durante los meses de invierno y se vuelven inactivas durante el verano debido al estrés por sequía. Las comunidades de plantas también dependen de absorber la humedad del aire interceptando la niebla para complementar las escasas precipitaciones estacionales.

### Formación
La formación de los bosques pigmeos costeros en el norte de California y Oregón comenzó con una serie de terrazas costeras. Una combinación de elevación y cambios en el nivel oceánico formó un sistema de terrazas, lo que resultó en una "escalera ecológica", con cada terraza aproximadamente 100.000 años más antigua que la inferior, y propiciando una asociación distintiva de suelos, microbios, plantas y animales. Una duna que se aleja de la costa por la fluctuación del nivel del mar se desliza sobre la anterior y se solidifica, elevando las terrazas. Comunidades de plantas pioneras colonizan la terraza joven. La sucesión de comunidades de plantas que se repite en cada terraza eventualmente forma un podsol muy específico conocido como serie Blacklock, que ofrece un ambiente inhóspito para las especies y obstaculiza en gran medida el crecimiento posterior en la terraza. Parte de este perfil de suelo incluye una capa dura subyacente de arcilla o hierro. Cada terraza es relativamente llana y muchas están bordeadas por paleo-dunas. El drenaje es pobre en el mejor de los casos en estas escaleras y las plantas se asientan en un baño de sus propios taninos y ácidos durante gran parte de la temporada de lluvias. Debido a la movilidad limitada de las raíces y al suelo ácido, las comunidades de plantas en estas terrazas crecen en formas atrofiadas. Sin duda existen restos de escaleras ecológicas, sin embargo la mayoría han sido destruidas para el desarrollo o la tala.

### Ejemplos
Ejemplos de bosques pigmeos de podsol de terrazas altas incluyen:
- El bosque pigmeo de Mendocino en el condado homónimo en California, por ejemplo, es una comunidad oligótrofa causada por suelos podsolizados (pobres en nutrientes y muy ácidos). La flora del bosque está dominada por el pino obispo, el pino contorto costero y Cupressus pigmaea. El pino obispo se presenta tanto en forma enana como en tamaño completo, siendo estos últimos árboles cuyas raíces han atravesado la capa dura hacia el suelo más fértil que se encuentra debajo. Este bosque se encuentra en varias áreas discontinuas, con porciones significativas en las siguientes tierras públicas:
  - Reserva natural Jug Handle State, donde es la característica de la parte más alta del Sendero Ecológico Escalera. Adyacente, al este, se encuentra el Monumento Natural Nacional del Bosque Pigmeo[24] dentro del Jackson Demonstration State Forest.
  - Parque Estatal Russian Gulch .
  - Jackson Demonstration State Forest, que incluye una gran área de bosque pigmeo al este de las ciudades de Mendocino y Casper.
  - La Reserva Forestal Pigmea Hans Jenny, cogestionada por el Sistema de Reservas Naturales de la Universidad de California y The Nature Conservancy.[25]
  - Dentro del Parque Estatal Van Damme se encuentra el Bosque Pigmeo Charlotte M. Hoak,[26] ubicado a lo largo de la frontera norte del parque. Una segunda ubicación de bosque pigmeo en la frontera sur tiene un sendero natural autoguiado construido completamente en una pasarela elevada que forma un circuito corto a través del sitio[27]
- El Parque Estatal Salt Point en el condado de Sonoma en California, tiene un bosque pigmeo mucho más pequeño y una pradera en la quinta terraza que va desde los 900 a los 1000 pies y que otrora albergaba poblaciones de alces. Al igual que el bosque de Mendocino, los árboles dominantes también son el pino obispo, el pino contorto y C. pigmaea. La mayor parte de Salt Point está en la parte más al norte del bloque Salinian y la escalera de la terraza cae repentinamente en el barranco que se encuentra sobre la falla de San Andrés.
- La Reserva Botánica SFB Morse en Del Monte Forest de la Península de Monterey se centra en el pequeño bosque pigmeo Huckleberry Hill de pino obispo y <i id="mwAVI">C. goveniana</i>, en medio de un bosque más extenso de pino de Monterey. El pino obispo, que tolera las condiciones extremas del podsol mejor que el pino de Monterrey, se encuentra en las áreas más fuertemente podsolizadas, con una zona híbrida de pino obispo y pino de Monterey dominando el área menos fuertemente podsolizada.

## Otros tipos

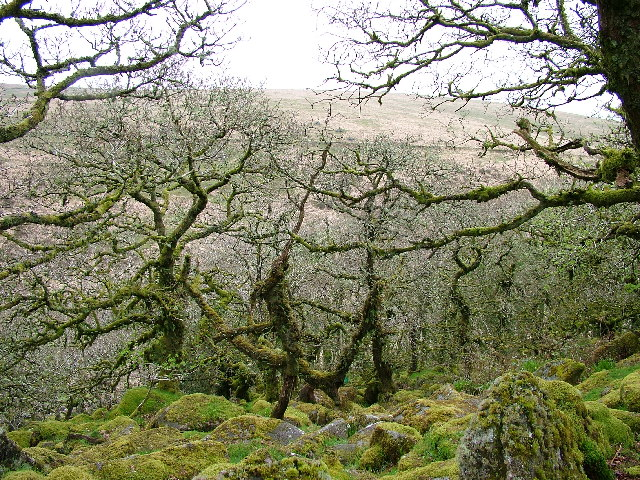
Bosque de Dartmoor en Wistman's Wood, al suroeste de Inglaterra

Los bosques enanos pueden existir en varios lugares del mundo, con diferentes orígenes.
En la costa oeste británica, ocurrencias notables incluyen Wistman's Wood en Devon y parches aislados en Ross of Mull en la Isla de Mull en Escocia.
El retraso del crecimiento de los árboles también puede ocurrir en algunos casos de suelos altamente alcalinos, como la formación Stora Alvaret (Gran Alvar) en la isla de Öland en Suecia. En esa área hay ciertas extensiones de crecimiento de árboles pigmeos y también áreas desprovistas de árboles por completo con muchas asociaciones de especies raras, debido a la distintiva química del suelo.
En Nueva Jersey, los 15 km² del área natural de West Pine Plains dentro del bosque estatal de Bass River conserva un bosque pigmeo, que consta de Pinus rigida y Quercus marilandica que alcanzan una altura de tan solo cuatro pies en la madurez. La cobertura del suelo incluye subarbustos de gayuba y axocopaque, líquenes y musgos. Si bien las mismas especies están presentes en la vasta región circundante de Pine Barrens, el tamaño de la planta enana se atribuye a un suelo más seco y pobre en nutrientes, a la exposición a los vientos y a los frecuentes incendios forestales en el área.

## Ecología
En los bosques pigmeos de las Antillas ubicados a gran altitud, la reducción de la radiación solar y las bajas tasas de evapotranspiración repercuten en que estas regiones montañosas retengan la humedad, lo que puede verse afectado por la degradación ambiental.
Los bosques pigmeos en California cumplen un papel importante en la regulación del flujo de los arroyos, la prevención de la erosión del suelo y la prevención de la evaporación al dar sombra al suelo. La tala rasa para el desarrollo agrícola y económico, entre otras cosas, puede alterar esto.